# أحمد بن خيران
أبو محمد أحمد بن علي بن خيران المصري (؟ - رمضان 431هـ/مايو-يونيو 1040م) لُقِّب بولي الدولة، هو كاتب وشاعر مصري عاش في الدولة الفاطميَّة.

## سيرته
لا يُعرَف الكثير عن أحمد بن خيران، وهو ينتمي إلى أسرة مشهورة بالعلم والأدب، وأبوه - علي - كان كاتباً وأديباً أكثر شهرة وأعظم قدراً منه. تولَّى أحمد بن خيران ديوان الإنشاء في فترة حكم الظاهر لإعزاز دين الله، ووفَّر له منصبه ثلاثة آلاف دينار سنوياً، وأثار مرةً غضب الظاهر فأمر بعزله من منصبه، ولكنَّه تراجع بعد ذلك وأعاده. وبعد وفاة الظاهر وتولَّي ابنه المستنصر الخلافة، استمرَّ ابن خيران في منصبه، وتُوفِّي في شهر رمضان من سنة 431هـ.

## شعره
لم يصل من شعره سوى مقاطع صغيرة في أغراض وجدانيَّة، ولا يُعرَف على وجه الدقة حجم ديوانه الأصلي، فيذكر ياقوت الحموي أنَّه شاعر مُكثر، في حين يشير ابن خلكان إلى أنَّ ديوانه صغير الحجم.